# 결혼은 미친 짓이다 (텔레비전 프로그램)
결혼은 미친 짓이다는 SBS 플러스에서 방송된 버라이어티 쇼 텔레비전 프로그램이다.

## 기획 의도
스타 부부들의 솔직한 실생활을 보여주는 텔레비전 프로그램이다.

## 등장 인물

### 시즌 1
- 박재훈, 박혜영
- 김형일, 한복희
- 염경환, 서현정

### 시즌 2
- 조영구, 신재은
- 강성진, 이현영
- 박성현, 이수진